# Prapretno, Radeče
Prapretno este o localitate din comuna Radeče, Slovenia, cu o populație de 89 de locuitori.